# Фремон, Кристиан
Кристиа́н Фремо́н (фр. Christian Frémont; 23 апреля 1942, Дордонь — 3 августа 2014, Париж) — представитель князя-соправителя Андорры (от Франции) с 24 сентября 2008 года по 21 мая 2012 года.

## Биография
Родился в семье фермеров. Окончил Институте политических исследований в Бордо. В 1972 году окончил Национальную школу администрации. На протяжении почти десяти лет работал директором школы.
В 1991—1992 годах — префект департамента Арьеж,
В 1992—1996 годах — префект департамента Финистер,
В 1996—1997 годах — префект департамента Па-де-Кале,
В 1997—2000 годах — генеральный директор министерства внутренних дел,
В 2000—2003 годах — префект региона Аквитания,
В 2003—2007 годах — префект региона Прованс — Альпы — Лазурный Берег и департамента Буш-дю-Рон,
Затем возглавлял предвыборные штабы Алена Жюппе и Жана-Луи Борлоо на выборах в Национальное собрание Франции.
В 2008—2012 ггодах— руководитель Кабинета (аппарата) президента Франции, представитель князя-соправителя Андорры (от Франции).